# Пам'ятник Небесній сотні (Миколаїв)
Пам'ятник Небесній сотні — пам'ятник героям Революції гідності в місті Миколаєві у Сквері Ради Європи.

## Опис
Висота бронзового пам'ятника без постаменту сягає 4 метрів.
Скульптура символізує воскресіння, а також боротьбу і світ: складається з двох крил, які символізують рух, на одному з них зображений Архістратиг Михаїл, на другому — символічний образ Воскресіння, зверху два голуби як символи миру.
Автори: художник Сергій Іванов і скульптор Володимир Цісарик.

## З історії пам'ятника
Відкритий у Миколаєві з нагоди першої річниці трагічних подій на вулиці Інститутській у Києві. На відкриття монумента зібралися кілька сотень миколаївців.
Пам'ятник збудовано коштом громади, з бюджету не використали жодної гривні.